# Fumiko
Fumiko (jap. ふみこ, フミコ) – żeńskie imię japońskie.

## Możliwa pisownia
Fumiko można zapisać, używając wielu różnych znaków kanji i może znaczyć m.in.:
- 富美子, „dziecko obfitego piękna”[1]
- 冨美子, „bogactwo, piękno, dziecko”
- 芙美子, „Róża Konfederatów, piękno, dziecko”
- 文子, „zdanie, dziecko” (występuje też inna wymowa tego imienia: Ayako)
- 史子, „historia, dziecko”

## Znane osoby
- Fumiko Aoki (富美子), japońska biegaczka narciarska
- Fumiko Enchi (文子), japońska pisarka tworząca w okresie Shōwa
- Fumiko Hayashi (芙美子), japońska powieściopisarka i poetka
- Fumiko Orikasa (富美子), japońska seiyū i piosenkarka

## Fikcyjne postacie
- Fumiko Kobayashi (ふみ子), bohaterka mangi i anime Kemeko Deluxe!
- Fumiko Komori (フミコ), bohaterka light novel, mangi i anime Kamisama Kazoku
- Fumiko Otonashi (フミコ), bohaterka anime Battle Spirits: Shounen Toppa Bashin